# Dänische Badmintonmeisterschaft 1965
Die Dänische Badmintonmeisterschaft 1965 fand in Kopenhagen statt. Es war die 35. Austragung der nationalen Titelkämpfe im Badminton in Dänemark.

## Titelträger
| Disziplin    | Sieger                                        |
| ------------ | --------------------------------------------- |
| Herreneinzel | Erland Kops, Københavns BK                    |
| Dameneinzel  | Ulla Rasmussen, Københavns BK                 |
| Herrendoppel | Erland Kops Carsten Morild, Triton Aalborg    |
| Damendoppel  | Karin Jørgensen Ulla Rasmussen, Københavns BK |
| Mixed        | Finn Kobberø Ulla Rasmussen, Københavns BK    |